# Orto botanico del Missouri
L'orto botanico del Missouri  (Missouri Botanical Garden, Mobot) è un giardino botanico ubicato a  Saint Louis (Missouri), noto anche informalmente come il "Giardino di Shaw" in memoria del suo fondatore, il botanico e filantropo Henry Shaw.

## Storia
Fondato nel 1859, questo giardino è una delle più antiche istituzioni botaniche negli  Stati Uniti. Il giardino è anche un centro di ricerca botanica e un'oasi nella città di St. Louis con i suoi 31 ettari di varietà orticole.

## Fototeca

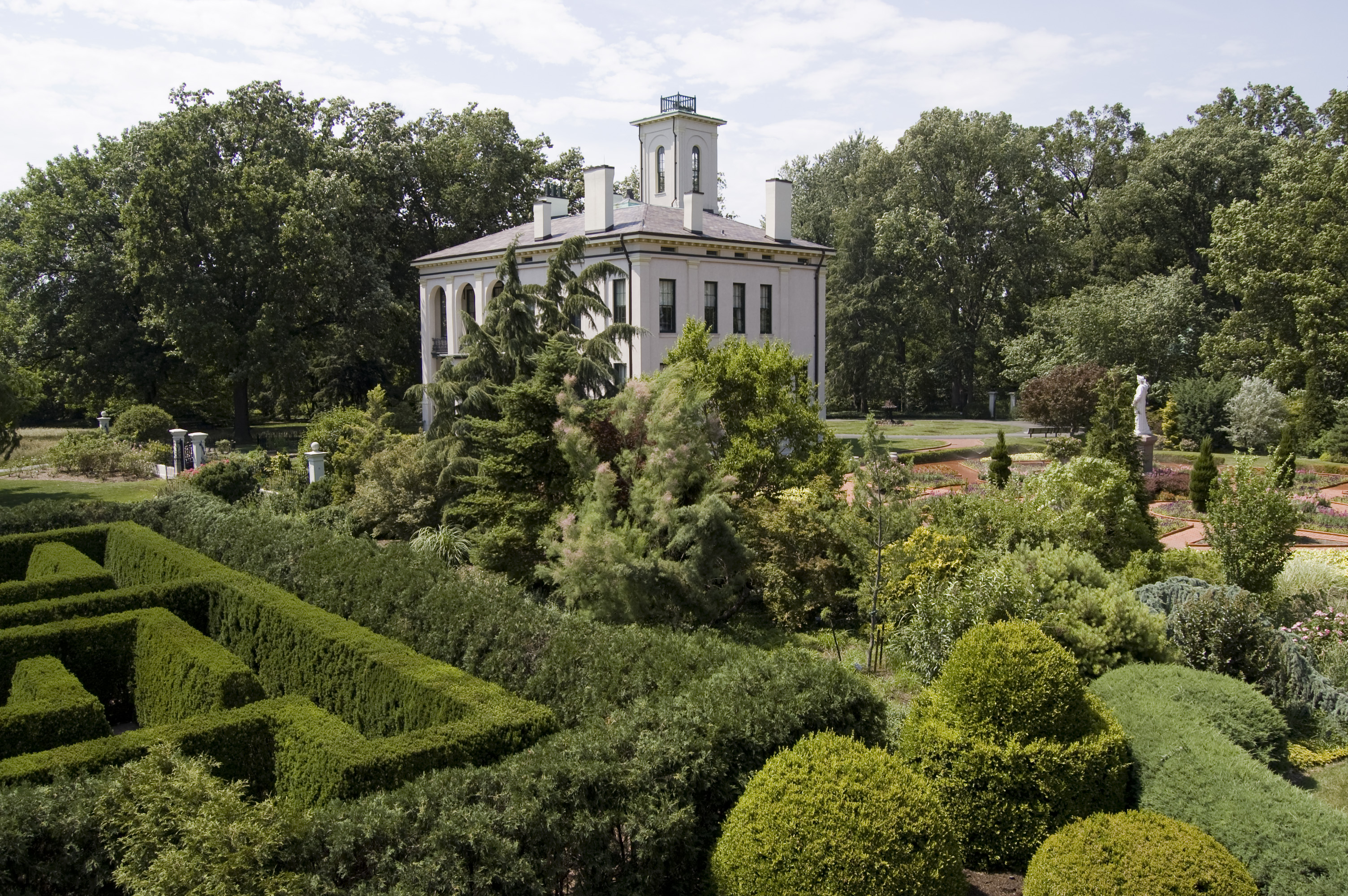
La Tower Grove House
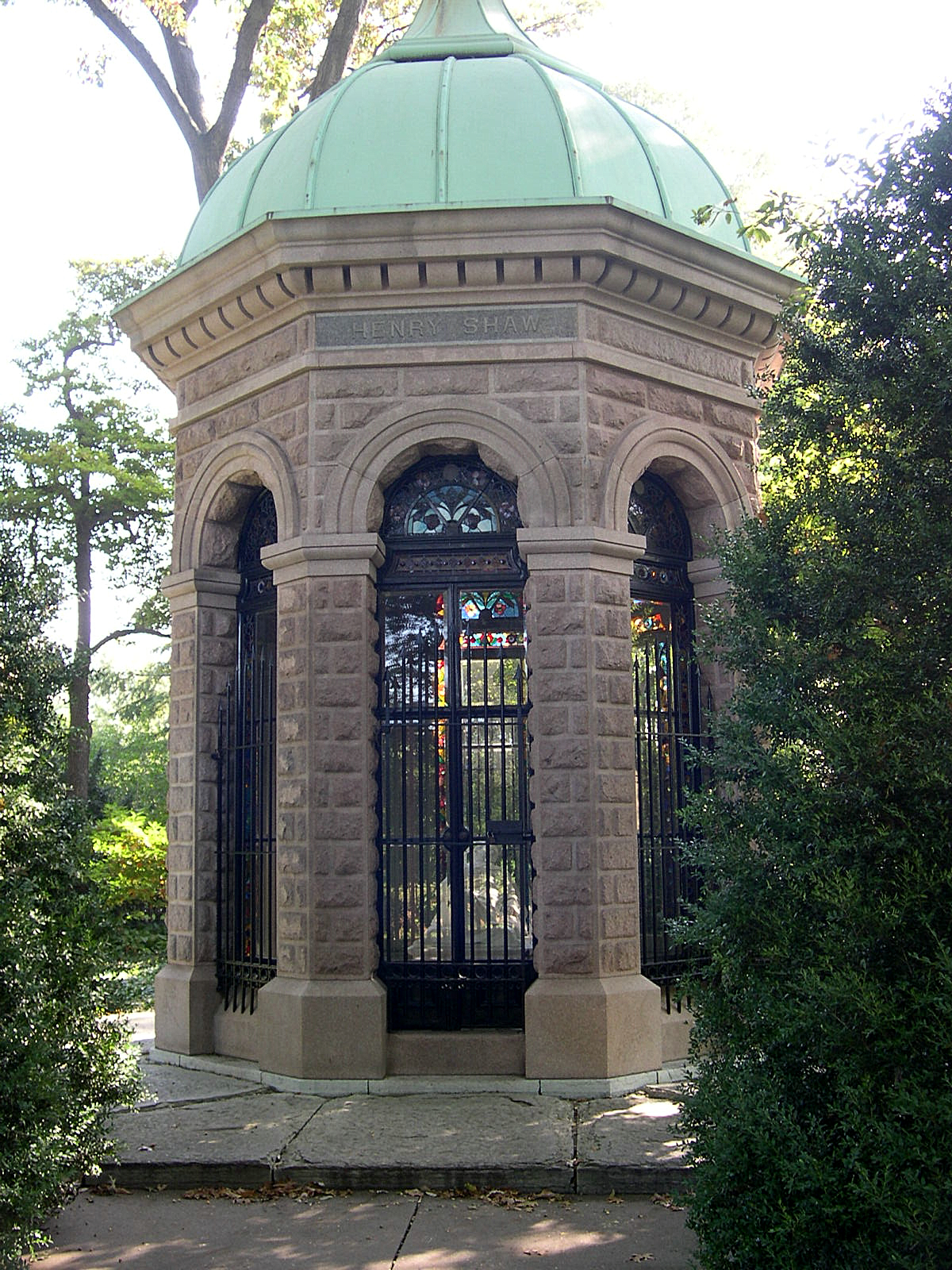
Il mausoleo di Henry Shaw
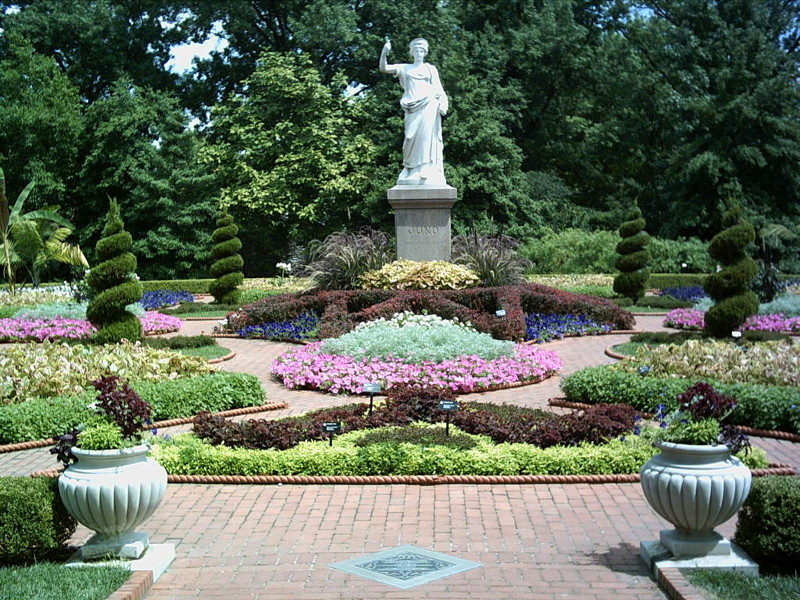
Giardino in stile vittoriano